# Gian Paolo Montali
Gian Paolo Montali (Parma, 18 gennaio 1960) è un allenatore di pallavolo e dirigente sportivo italiano.

## Carriera

### Volley
Inizia la carriera da allenatore nelle giovanili della Pallavolo Parma, dove vince quattro titoli italiani di categoria consecutivi. Nella stagione 1986-87, a 26 anni, succede ad Alexander Skiba come tecnico della prima squadra della società emiliana, vincendo il primo anno la Coppa Italia contro i rivali della Pallavolo Modena e nei tre successivi uno scudetto, una seconda Coppa Italia, un Mondiale per club, tre edizioni della Coppa delle Coppe e due della Supercoppa europea. L'apice viene toccato col Grande Slam della stagione 1989-90, a cui segue tuttavia l'inaspettata separazione dal club emiliano.
Nel campionato 1990-91 viene ingaggiato dalla Schio Sport, ma l'esperienza dura pochi mesi; nel corso della stagione passa infatti sulla panchina della Sisley Volley di Treviso dove conquista immediatamente una Coppa CEV a cui, nei cinque anni successivi, fanno seguito due Campionati italiani (1993-94 e 1995-96), una Coppa Italia, una seconda Coppa CEV, una Coppa delle Coppe, una Coppa dei Campioni e una Supercoppa europea.
Nell'annata 1996-97 viene ingaggiato dalla squadra greca dell'Olympiakos Syndesmos Filathlōn Peiraiōs dove rimane per un biennio, vincendo un campionato e due Coppe di Grecia (1996-97 e 1997-98); l'anno successivo ricopre il ruolo di allenatore della nazionale ellenica.
Nell'annata 1998-99 fa ritorno in Italia, alla guida dalla Roma Volley che l'anno successivo conduce alla vittoria della Coppa CEV e dello storico scudetto 1999-2000.
Viene quindi ingaggiato nella stagione 2000-01 dalla neopromossa formazione del Volley Milano, con cui raggiunge immediatamente la finale scudetto; rimane sulla panchina della squadra meneghina fino alla 2002-03.
Nel 2003 riceve l'incarico di Commissario Tecnico della nazionale italiana, alla guida della quale resta fino al 2007 vincendo due ori europei consecutivi (2003 e 2005), un bronzo (2003) e un argento (2004) alla World League, e un argento alle olimpiadi del 2004, venendo sconfitto in queste due ultime occasioni della nazionale brasiliana, all'epoca formazione leader del volley maschile.

### Calcio
Dal 2006 al 2009 svolge il ruolo di Consigliere di Amministrazione nella Juventus. Inoltre è membro del comitato sportivo, organo di controllo e di gestione della prima squadra e del settore giovanile, e del canale tematico Juventus Channel.
Quando tutto sembra fatto per il suo trasferimento nella dirigenza del Napoli, il 26 ottobre 2009 la Roma rende noto di aver raggiunto un accordo con Montali con l'incarico di Coordinatore Generale e ottimizzatore delle risorse umane dell'Area Sportiva. A febbraio 2011, in seguito alla trattativa per il passaggio del pacchetto di maggioranza dell'A.S. Roma dalla famiglia Sensi alla cordata americana capeggiata dal finanziere Thomas DiBenedetto, Montali viene nominato Direttore Generale e Operativo del club giallorosso. Dal 1º luglio, nel quadro della ristrutturazione societaria della formazione capitolina, lascia i propri incarichi in seno alla società.

### Golf
Nel marzo 2016, nel corso della prima riunione del Comitato Organizzatore della Ryder Cup del 2022, prevista a Roma, la Federazione Italiana Golf ufficializza la nomina di Montali come Direttore Generale del Progetto Ryder Cup 2022.

### Altre attività
Nel 2007 è capolista della Lista Democratici con Veltroni. Ambiente, innovazione, lavoro per l'assemblea costituente nazionale del Partito Democratico nel collegio Parma Centro.
Nel 2008 pubblica il suo primo libro Scoiattoli e Tacchini. Come vincere nelle organizzazioni con il gioco di squadra, seguito nel 2016 da Il parafulmine e lo scopone scientifico. Come diventare un vero leader nel lavoro e nella vita, editi entrambi da Rizzoli.
Nell'estate 2012 è ospite di varie trasmissioni tematiche della Rai per gli Europei. Nello stesso anno è designato Ambasciatore nel Mondo per lo Sport per la città di Roma.
Nel 2020 è tra i protagonisti del documentario Il Grande Slam - Generazione di fenomeni, incentrato per l'appunto sul Grande Slam conseguito dal Parma nella stagione 1989-90.

## Palmarès

### Club
- Campionato italiano: 4

1989-90, 1993-94, 1995-96, 1999-00
- Campionato greco: 1

1997-98
- Coppa Italia: 3

1986-87, 1989-90, 1992-93
- Coppa di Grecia: 2

1996-97, 1997-98
- Coppa dei Campioni: 1

1994-95
- Coppa CEV: 3

1990-91, 1992-93, 1999-00
- Coppa delle Coppe: 4

1987-88, 1988-89, 1989-90, 1993-94
- Campionato mondiale per club: 1

1989
- Supercoppa europea: 3

1989, 1990, 1994

### Giovanili
- Campionato italiano: 4

## Docenze universitarie
- Docente all'Università SDA Bocconi di Milano
- Docente e membro del comitato Scientifico della Business School del Sole 24 ore
- Docente del Master dell'Università di Parma e S. Marino Sport e Management